# 30254 Kaminski
30254 Kaminski este o planetă minoră (asteroid) din centura de asteroizi. A fost descoperită pe 24 aprilie 2000 la Stația Anderson Mesa de Lowell Observatory Near-Earth-Object Search. 
Obiectul prezintă o orbită caracterizată de o semiaxă mare de 2,8756714 UAi, o excentricitate de 0,02, o înclinație de 2,47856 ° în raport cu ecliptica.